# Jirón de la Unión (Metropolitano)
La estación Jirón de la Unión es una estación intermedia del Metropolitano en la ciudad de Lima. Está ubicada en la intersección de la avenida Emancipación y jirón Cusco con jirón de la Unión en el Cercado de Lima.

## Características
La estación está en superficie, tiene dos plataformas para embarque de pasajeros separadas físicamente (una para cada sentido de viaje) por el jirón de la Unión, ambas tienen ingresos accesibles para personas con movilidad reducida. Dispone de máquinas de autoservicio y taquilla para la compra y recarga de tarjetas.
Próximo a la estación se encuentran varios edificios del Centro Histórico y establecimientos comerciales.

## Servicios
La estación es atendida por los siguientes servicios:
| Servicio troncal | Indicador  | Lunes a viernes                       | Lunes a viernes                       | Sábado                                | Domingo       |
| Servicio troncal | Indicador  | Norte a Sur                           | Sur a Norte                           | Sábado                                | Domingo       |
| ---------------- | ---------- | ------------------------------------- | ------------------------------------- | ------------------------------------- | ------------- |
| Regular          | Regular A  | 05:00 - 23:00                         | 05:00 - 23:00                         | 05:00 - 23:00                         | 05:00 - 22:00 |
| Regular          | Regular C  | 05:00 - 23:00                         | 05:00 - 23:00                         | 05:00 - 23:00                         | 05:00 - 22:00 |
| Expreso          | Expreso 10 | 06:00 - 09:00                         | Sin Servicio                          | Sin Servicio                          | Sin Servicio  |
| Expreso          | Lechucero  | 23:30 - 04:00 (solo viernes y sábado) | 23:30 - 04:00 (solo viernes y sábado) | 23:30 - 04:00 (solo viernes y sábado) | Sin Servicio  |